# Руїни костелу Святого Іоанна Хрестителя (Мужієво)
Костел Святого Іоанна Хрестителя — пам'ятка архітектури національного значення в селі Мужієво Берегівського району Закарпатської області. Охоронний номер — 1112. До наших часів від будівлі збереглись лише руїни.

## Історія
Колись на місці руїн, які розташовуються з правої сторони від траси при в'їзді в село Мужієво зі сторони міста Берегово, знаходився костел Святого Іоанна Хрестителя. В більшості документів вказується, що він був побудований в 1117 році. Проте є припущення, що був зведений він ще раніше, а на початку 12 століття відбулась реставрація після руйнації будівлі. Дослідник Імре Генсльманн вважав, що споруда побудована в 15 столітті. Його судження опирались на романський стиль побудови костелу. Свої міркування він підтверджував також півциркульними елементами вікон. Дослідники Карой Чані та Ґеза Лукс вважали, що церква була споруджена приблизно в 1300-х роках, такої ж думки дотримувався Алайош Дешманн. Елементи, які були характерні для початку 14 століття, на деяких територіях могли використовуватись значно пізніше при будівництві церковних споруд. Риси церковної архітектури не дають можливість достовірно виявити час будівництва. Розташування та особливості західного порталу церкви дозволяють зробити припущення детальнішого характеру щодо дати виникнення споруди. Деякі характерні особливості конструкції побудови відносяться до кінця 13 століття, проте риси обрамлення дозволять віднести її до більш пізньої епохи, наприклад, до кінця 14 століття чи початку 15 століття. Багато історичних джерел свідчать, що 1337 роком датується перша письмова згадка про костел в селі Мужієво. Хоча, у 1330 році церква в цьому ж селі згадується у реєстрі папської десятини. В 14 столітті відбулась реконструкція костелу, в той час споруда набула готичних форм. В 1446 році культова споруда мала титул Діви Марії
. До 1552 року будівля належала домініканцям, потім перейшла у розпорядження протестантів. В 1657 році костел був зруйнований і з тих пір більше не відновлювався. Проте існують припущення, що вхідний портал костелу Святого Іоанна Хрестителя був переміщений у римо-католицький храм, який розташовується у місті Берегово. Історик, етнограф та археолог Тівадар Легоцький проводив дослідження споруди. У своїх записах він вказував дату виникнення храму — 14 століття. Засновник археологічного напрямку в розвитку угорської науки Флоріш Ромер та дослідник і художник Ференц Шульц також займались дослідженнями споруди. У 1864 році Флоріш Ромер, після огляду руїн костелу, зазначив, що скоро від споруди нічого не залишиться. Ференц Шульц в той час зробив ескізи костелу
. В 1920-х роках на фрагментах будівлі були помітні сліди фресок, проте у наш час їх вже немає. На сьогоднішній день від храму залишились руїни, проте храм є пам'яткою архітектури. Стан споруди підтримується місцевими жителями.

## Архітектура
Культова споруда була побудована з самого початку у романському стилі. Будівля складалась з нефу та абсиди, які розділялись напівциркульною тріумфальною аркою. Передній фасад костелу створювався монументальною стрільчастою аркою порталу та гостроконечним фронтоном. План будівлі складається з двох об'ємних прямокутників. Костел був одноярусним, мурованим, складався з тесаних брил, які використовувались невеликого розміру. В 14 столітті був перебудований, внаслідок чого будівля в стилі романської архітектури набула готичних рис. Після руйнації будівлі був збережений монументальний готичний портал, який розташовується на західному фасаді, також залишився гострокінцевий фронтон. Стіни нефу та апсиди збережені до середини віконних конструкцій. Східна та західна стіни нефу збереглись майже повністю. Їх фронтони уціліли на дві треті. При побудові церква була орієнтована престолом на схід. Її стіни були невеликих розмірів з армованими кутами. Для побудови стін використовувався ламаний камінь. Конструктивні елементи церкви викладались з тесаного каменю. В структурі стін помітні різноманітні типи кладок. Внутрішні кути містять залишки штукатурки. Неф має прямокутну форму. До його східної частини приєднується апсида, що складається з однієї секції. Будівля була оточена однорідним цоколем, єдиним винятком слугувала ризниця та західний портал. У верхній частині профільний облом цоколя містить тонкий скіс. Там же міститься трохи більша за своїми розмірами пів-викружка, з якою сполучається валик. Також є менша за розмірами четвертинна викружка. У західному та південному кутах нефу містяться залишки коронного карнизу. В південному куті збережений нижній пласт, в західному куті — складний профіль. Вільні кути апсиди підпирають контрфорси. Південно-східний контрфорс зберігся краще, ніж інші, хоча також зазнав руйнації.
Ось західної стіни нефу містить портал, який виступає з загальної площини стіни. У фронтальній стороні стіни знаходиться рама, що утворює сегментне завершення. Профіль рами з внутрішнього боку утворюється обломами. Колись внутрішню поверхню завершення наповнював тимпан, проте зараз, через руйнацію, неможливо визначити його вигляд. В одній із частин споруди містяться гнізда, які були необхідні для використання колоди-засову. Поверхня над порталом прорізується невеликим вікном з арковим завершенням. Південна стіна нефу посередині містить вибірку На цій поверхні міг розташовуватись портал, який існував до початку процесу реставрації церкви у Берегово і який міг бути переміщений до неї. Південна сторона фасаду містить два вікна з однаковою конструкцією. До нашого часу збереглись лише нижні половинки. До процесу руйнації вони мали півциркульне завершення. При цьому їх бокові поверхні були скошені. Північна стіна нефу має горизонтальний виступ на рівні, де розташовується карниз. Західна сторона нефу зберегла сліди хорів.
Тріумфальна арка роз'єднує неф та апсиду. Арка має півциркульне завершення, а знизу на її колонах містяться цоколі квадратної форми. Колони мають продовження — їх грані скошуються з двох сторін. Поверхня тріумфальної арки містить залишки розписів, які були виконані раніше. В записах дослідника Флоріша Ромера йде мова про дату, яку могли містити ці фрески. В стовпах тріумфальної арки знайдені витесані гнізда для балок. Фронтальна стіна над аркою зі стрілчатим отвором. Цей отвір слугує для з'єднання простору горища апсиди та нефу. Форми вікна нефу нагадують вікна апсиди. Проте вікна апсиди ширші, ніж вікна нефу. До 21 століття від них збереглись лише пластові камені, які розташовуються з самого низу. Архівні документи містять свідчення, що вікна апсиди були стрілчастими з трикутними орнаментальними прикрасами. Південна стіна нефа має заглиблення для седілії, в якої є сегментне перекриття. Продивляється місце, де колись знаходились двері ризниці. Проте жодних слідів її кам'яної рами не знайдено. Північна стіна нефу містить квадратну нішу, невелику за розмірами. Є припущення, що в апсиди колись було нервюрне перекриття. Його залишки спостерігаються у кутах.
Є певні залишки від сакристії. Вони збереглись у тому місці, де до сторони нефу та апсиди примикали її західна та східна стіна. Дослідники припускають, що у сакристії було пряме перекриття. На західному фасаді верхня частина фронтону містить зображення переплетеного подвійного прямокутника, який вписаний в загальне коло. Розуміння цього геометричного орнаменту розкриває Йожеф Чемеґі у спеціальній літературі і називає це ланцюговим хрестом. Такі орнаменти зустрічаються у пам'ятках романської епохи на території Угорщини. Кам'яна церква мала численні різьбленні деталі. Її архітектура була більш складною у порівнянні з іншими церквами, що розташовувались у сільських місцевостях.
При побудові церкви використовувався єдиний метод будівництва.

## Зображення

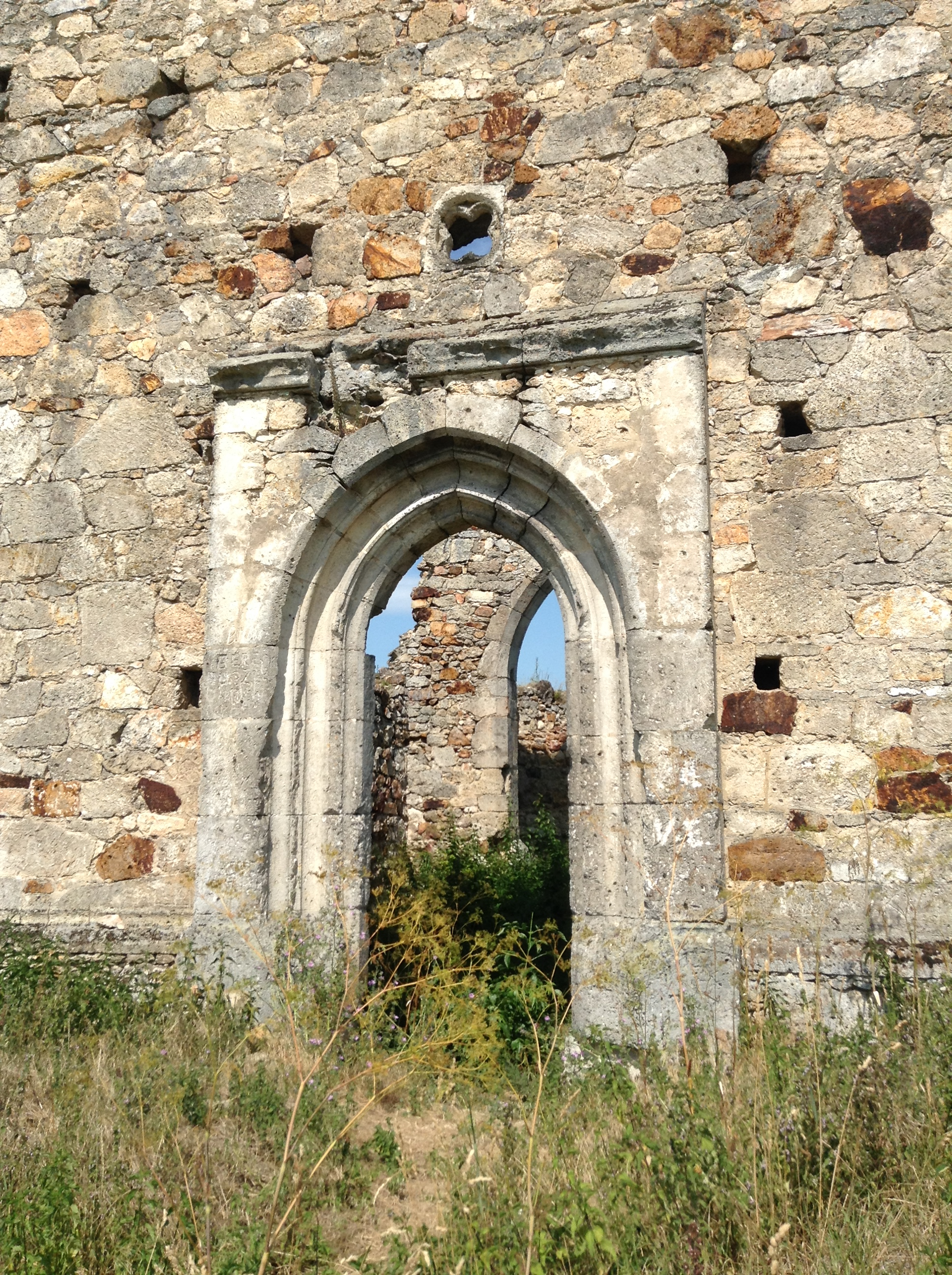
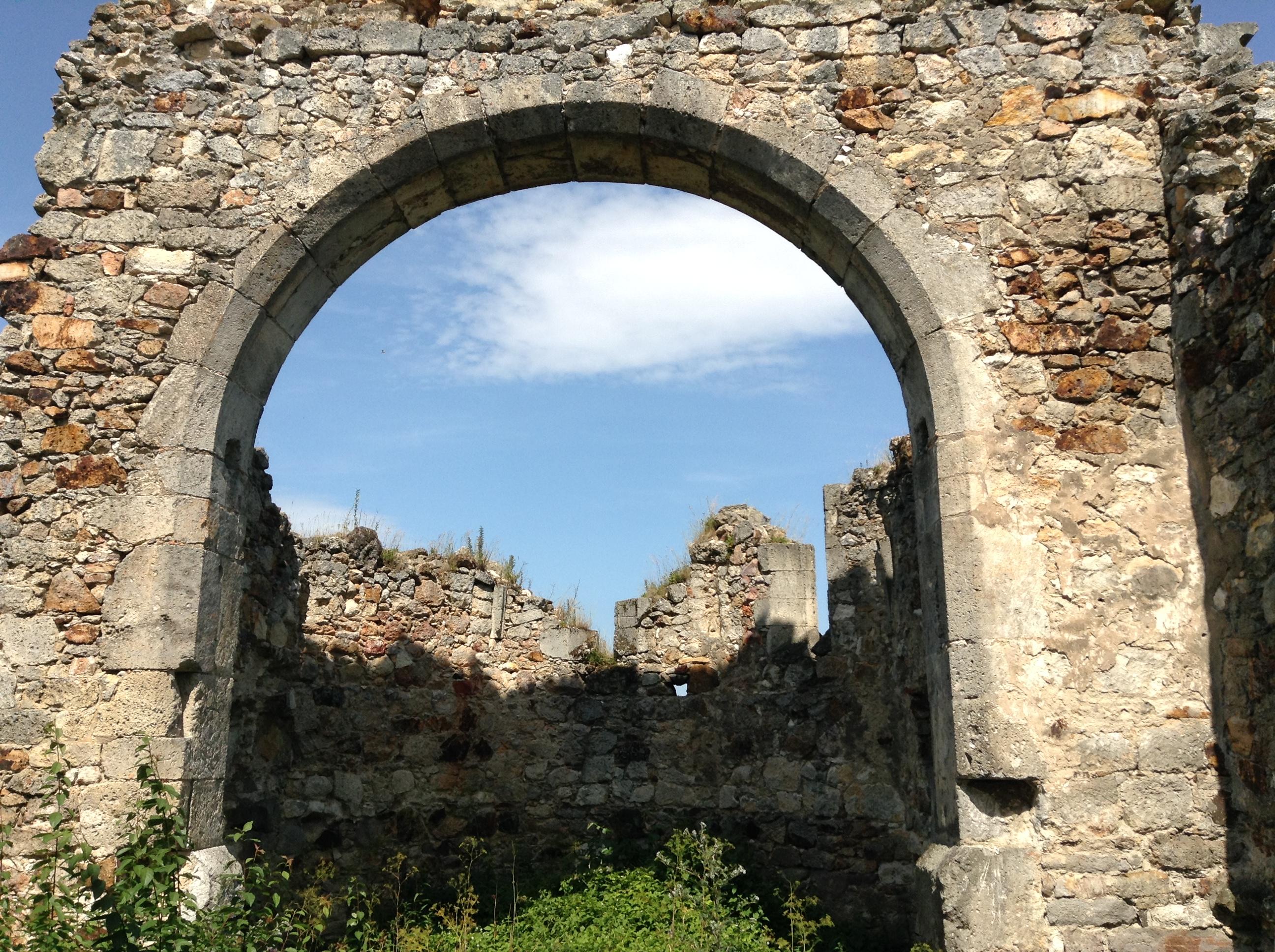
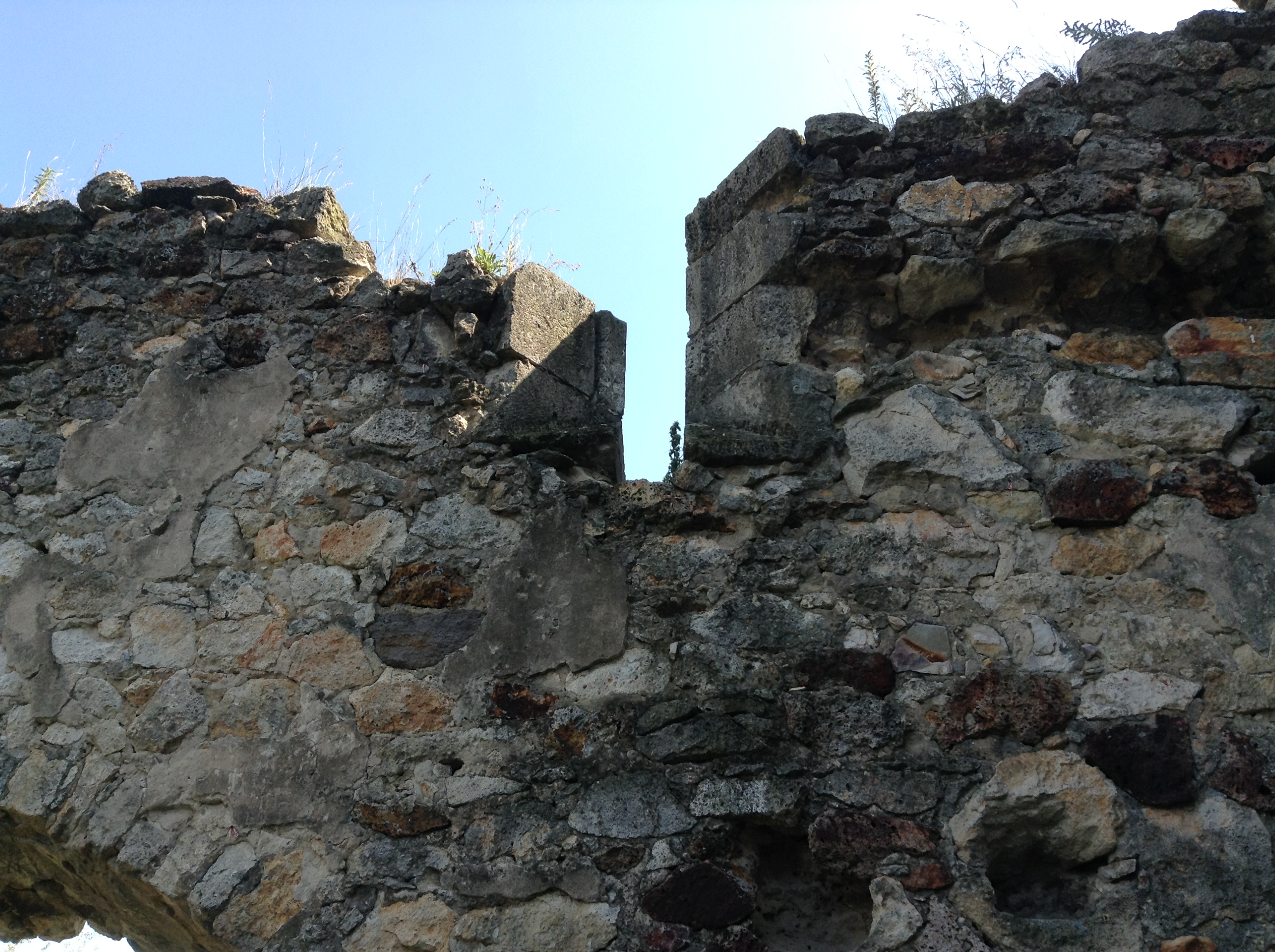
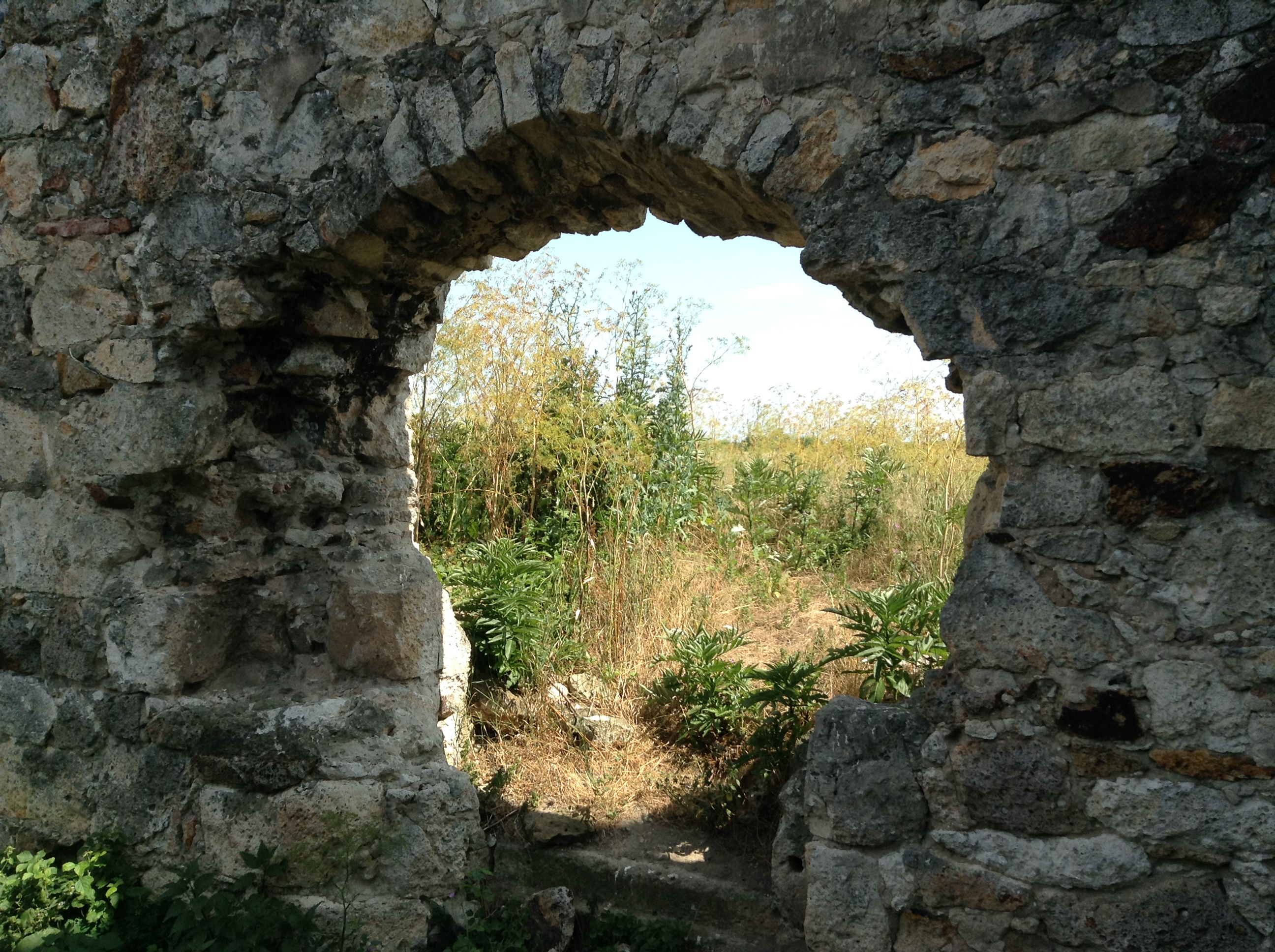
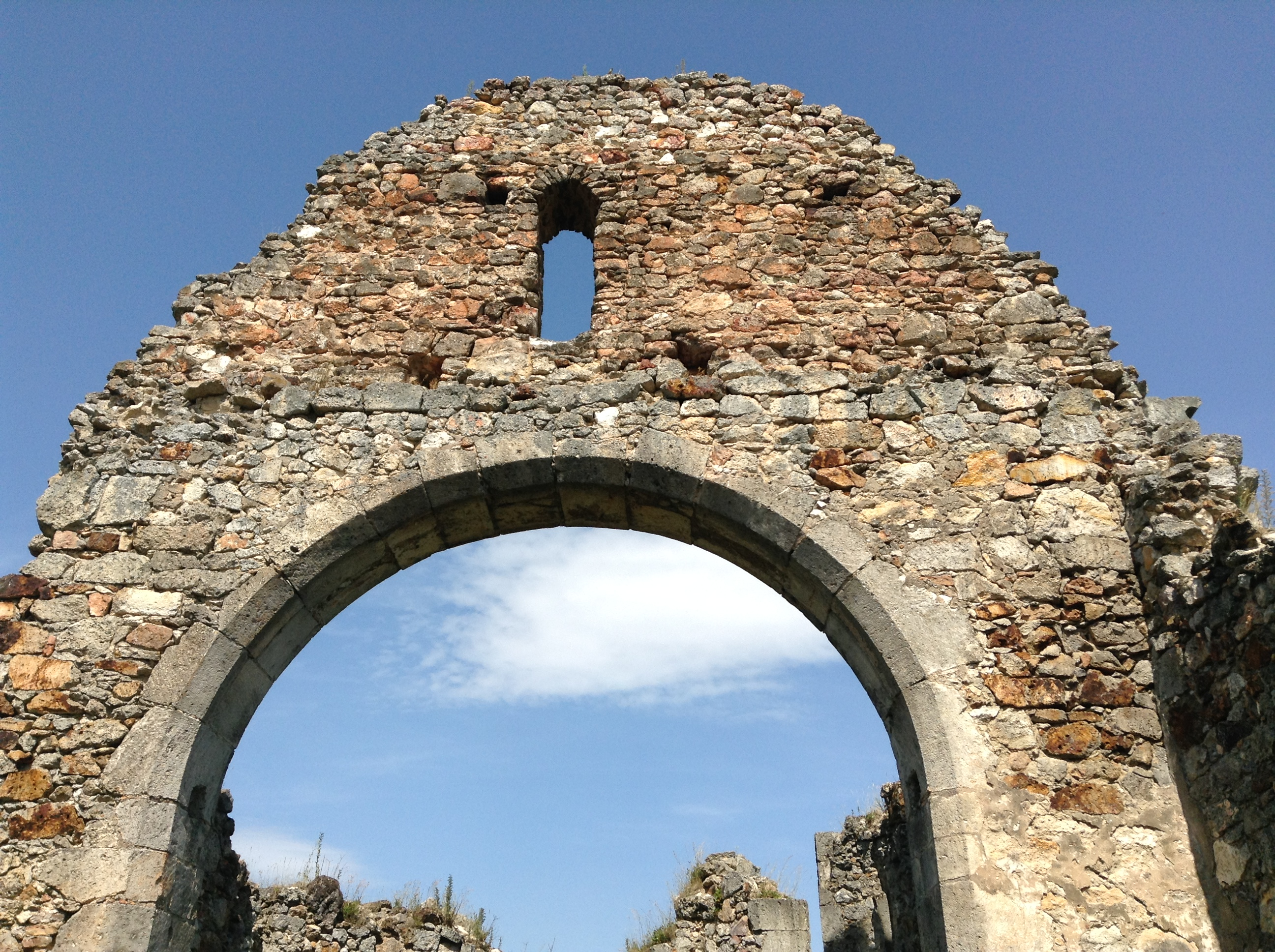
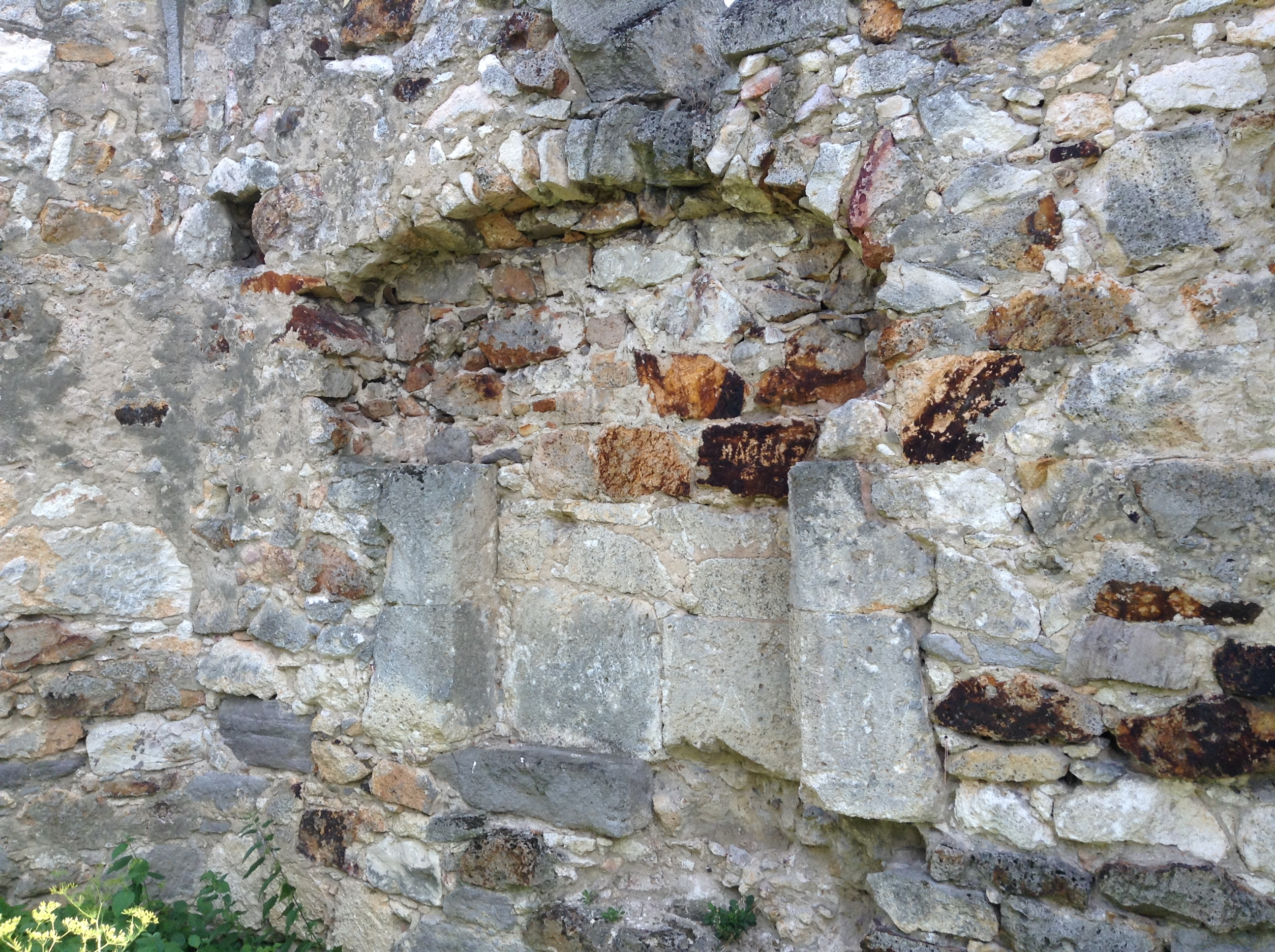
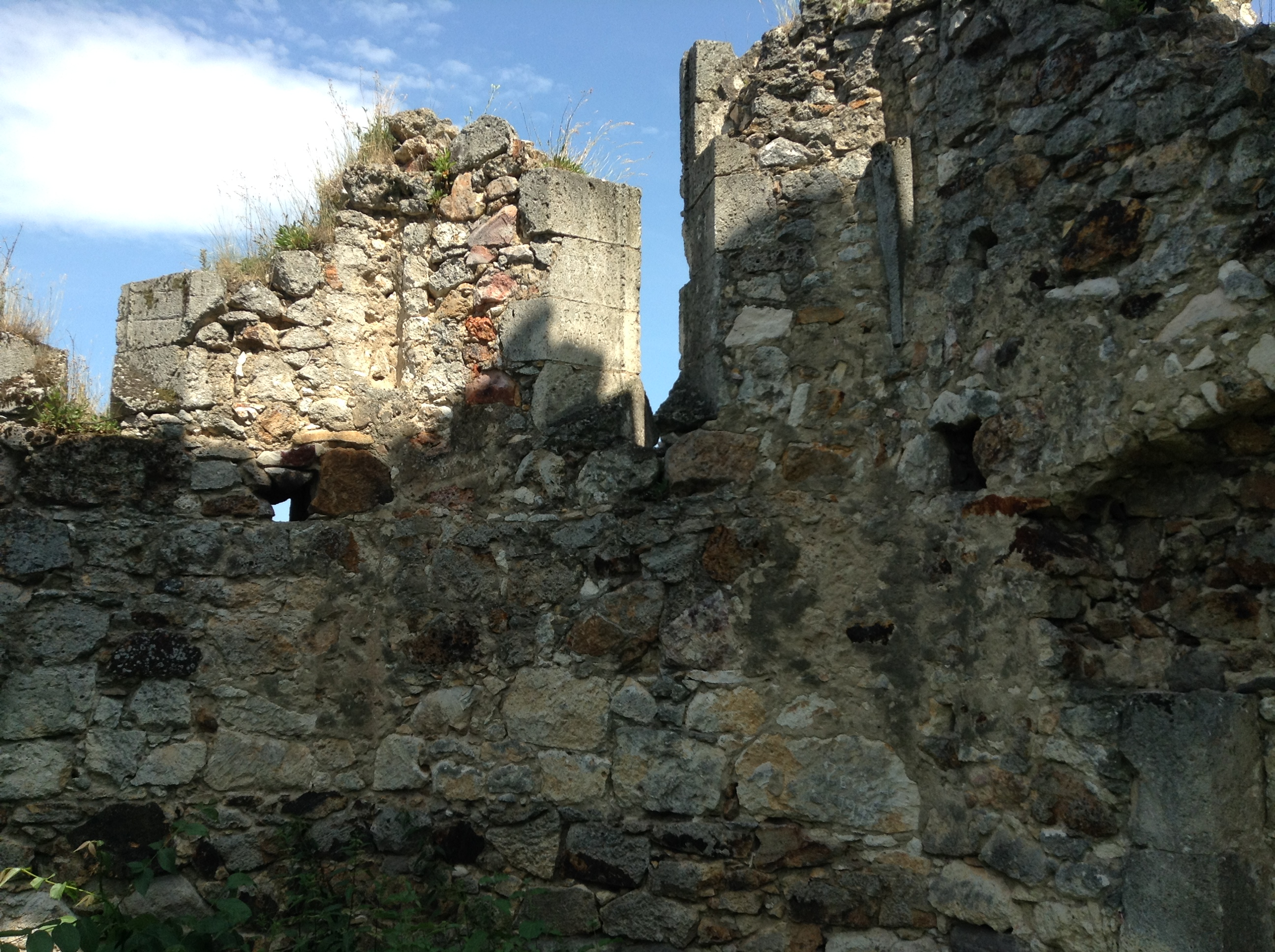
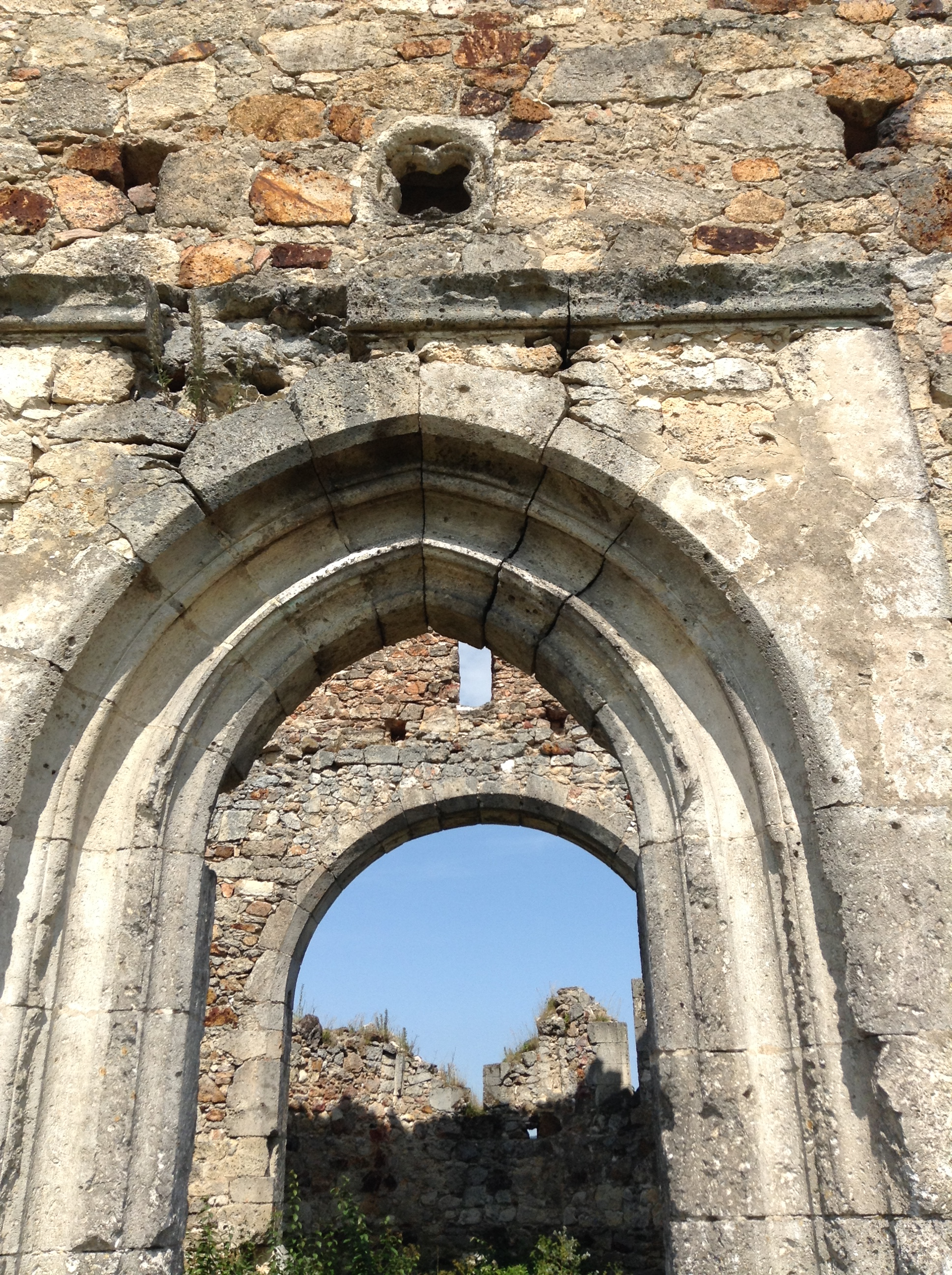
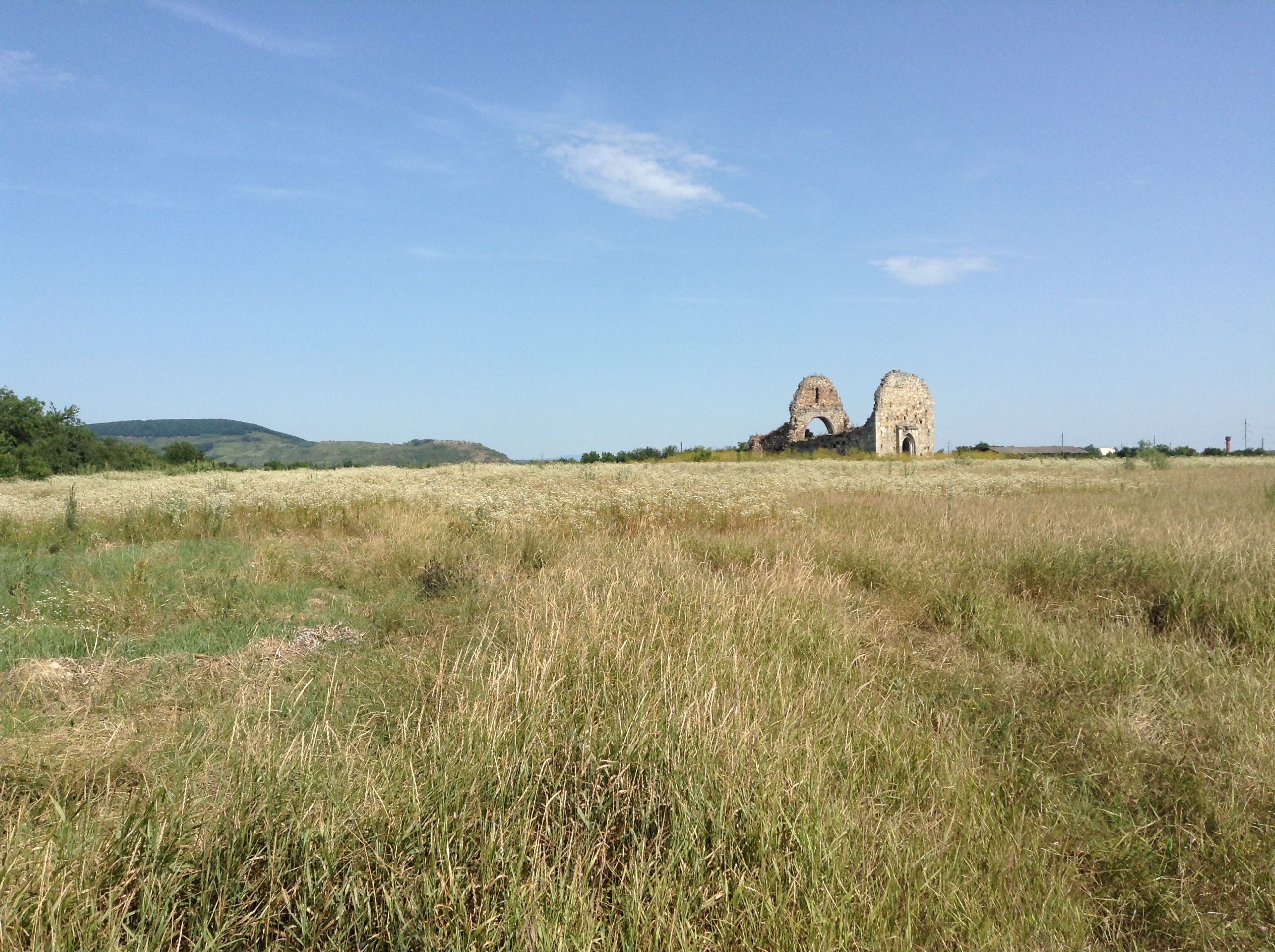
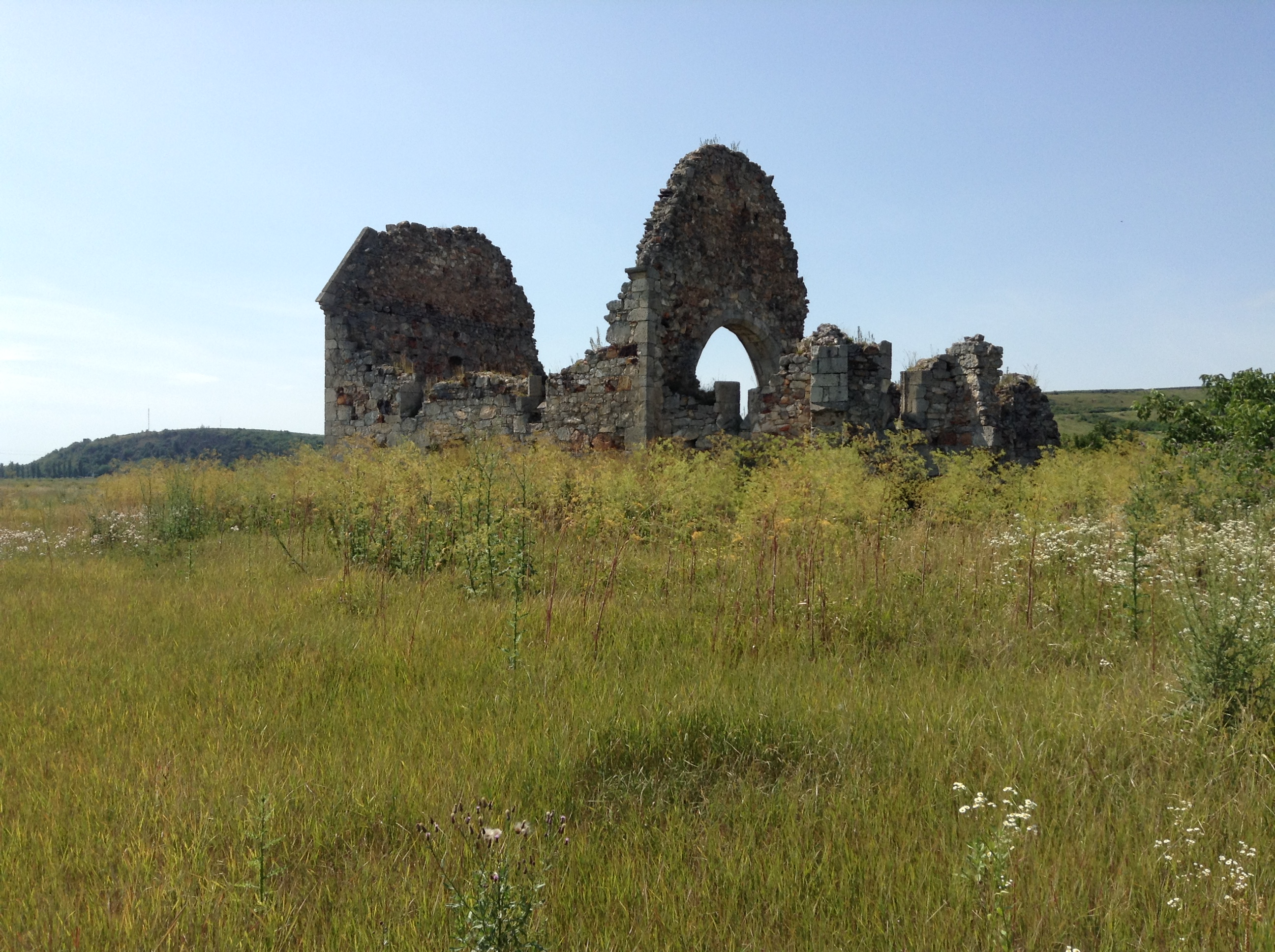
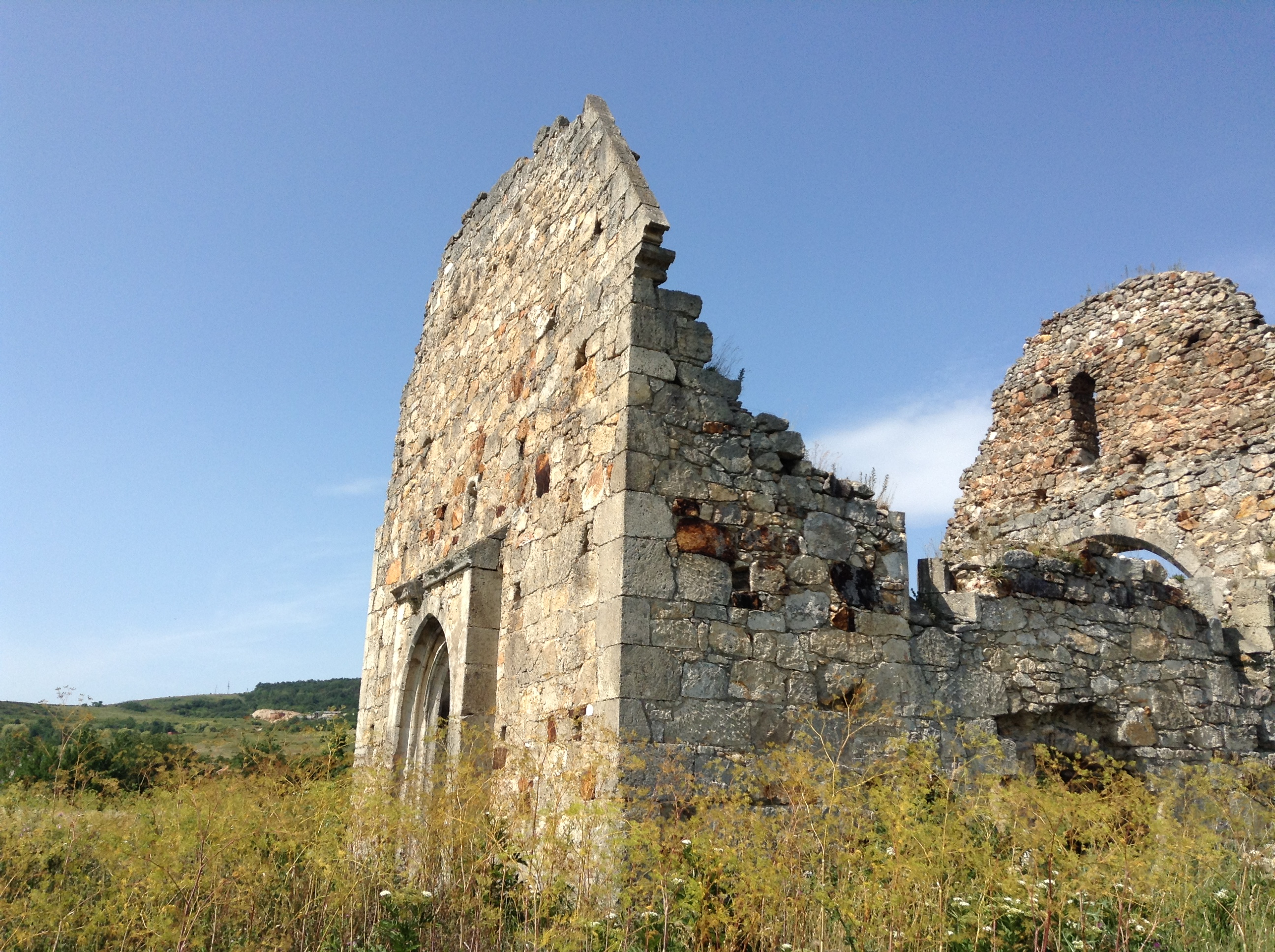
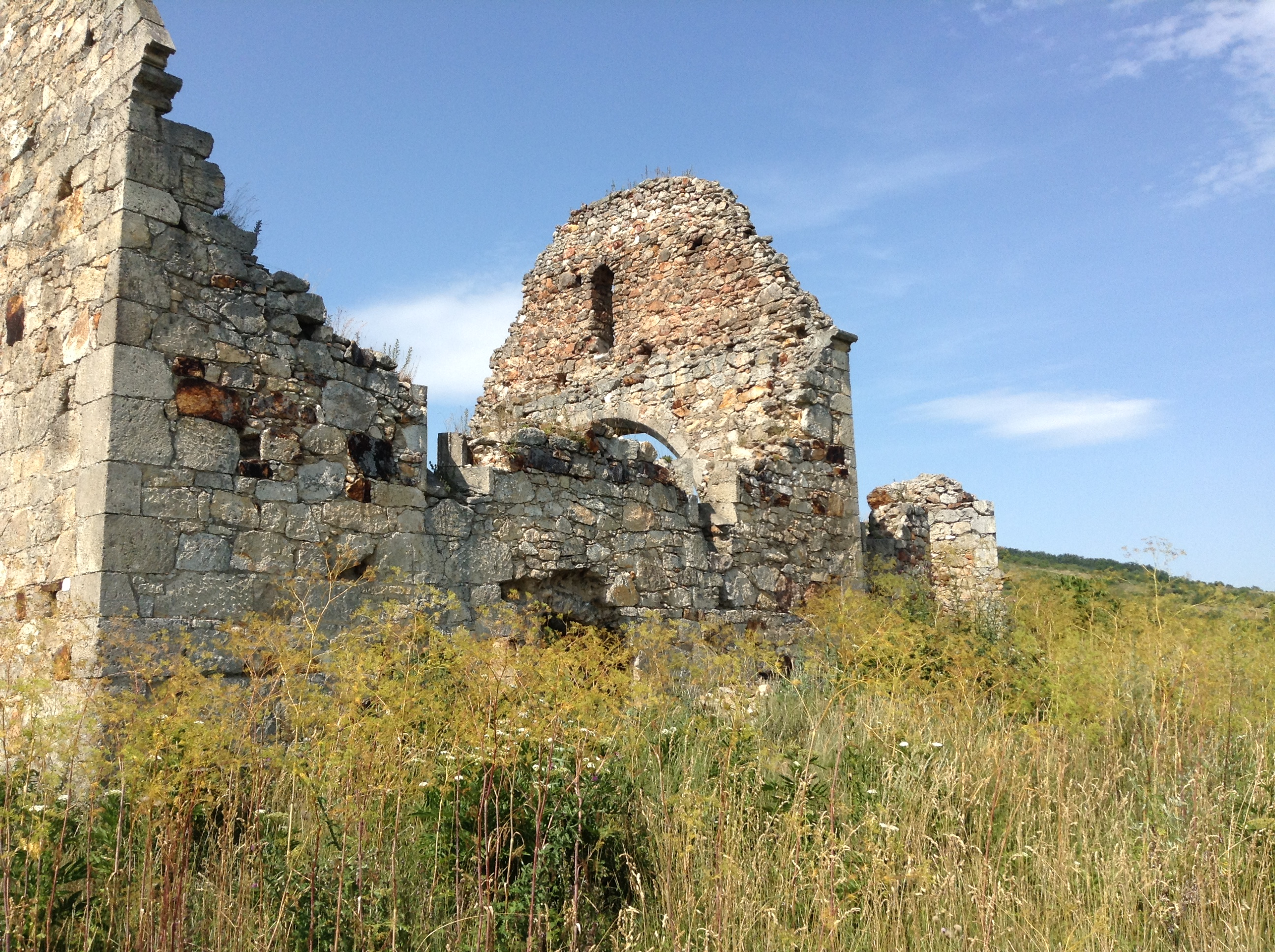